# Tabanus nigrovittatus
Tabanus nigrovittatus là một loài ruồi trong họ Tabanidae. Chúng được tìm thấy quanh các đầm lầu ven biển của miền tây Hoa Kỳ. Con cái được xem là loài gây hại cho cả con người và động vật khi chúng tìm nguồn hút máu để có thể đẻ thêm nhiều trứng. Con cái sống 3 đến 4 tuần và có thể đẻ khoảng 100 đến 200 trứng trong mỗi lần hút máu.

## Hình ảnh

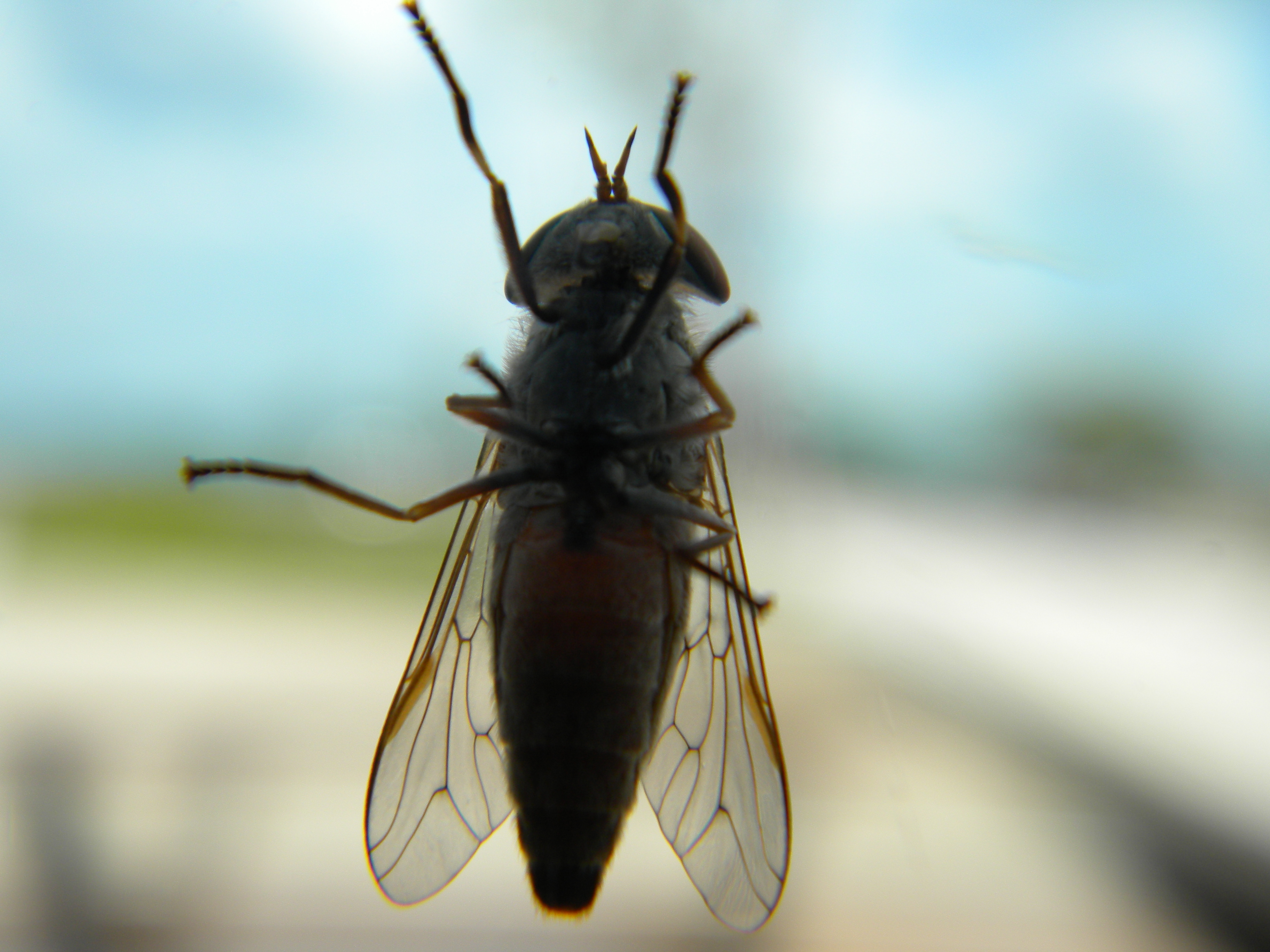

- Tập tin:Greenhead Fly Killer) Wellfleet Bay Wildlife Sanctuary, August 8, 2010.jpg